# Caiga quien caiga (película)
Caiga quien caiga es una película peruana de 2018, basada en el libro homónimo escrito por José Ugaz. La película fue dirigida y producida por Eduardo Guillot Meave, y protagonizada por Miguel Iza como Vladimiro Montesinos.

## Argumento
En septiembre de 2000, se revela el primer vladivideo, grabación en la cual el asesor presidencial Vladimiro Montesinos (Miguel Iza) soborna a Alberto Kouri, un congresista de la oposición, para que vote a favor del gobierno. Tras ello, el gobierno de Alberto Fujimori enfrenta una crisis que lo llevaría a su final; asimismo, el consejero presidencial es acusado de corrupción y perseguido por el agonizante régimen fujimorista.
Vladimiro Montesinos huye a Panamá en dónde no logra obtener asilo político, por lo que regresa al Perú. La justicia dicta orden de arresto contra él y el presidente Alberto Fujimori es parte de los operativos policiales para buscarlo. Sin embargo, Montesinos logra escapar en el velero Karisma a Costa Rica y luego a Venezuela.

## Reparto
- Miguel Iza como Vladimiro Montesinos.
- Eduardo Camino como José Ugaz.
- Javier Valdés como Ministro Alberto Bermúdez (Basado en Alberto Bustamante Belaúnde).
- Jackie Vázquez como Matilde Pinchi Pinchi.
- Karina Jordán como Marina.
- Kukuli Morante como Jacqueline «Jackie» Beltrán.
- Ana María Estrada como Adivina.
- Víctor Prada como Merino.
- Pietro Sibille como Vaticano.
- Gonzalo Molina como Saul.
- Alfonso Dibós como Eduardo.
- José Miguel Arbulú como Carlos Boloña.
- Percy Williams como Túcume.
- Guido Stefancic como Gerónimo.
- Diego Carlos Seyfarth como Walter Thomas.
- Marcello Rivera como Vera (Basado en Gustavo Gorriti).
- Milene Vásquez como Verónica: La exesposa de José Ugaz.
- Sandro Calderón como Huamán.
- Alejandra Guerra como Laura Bozzo.
- Claudio Calmet como Testaferro.
- Christian Pacora como Mauricio.

## Producción
La película se estrena el 23 de agosto de 2018, teniendo como productora ejecutiva a Cielo Garrido consiguiendo el segundo puesto de un thriller el día de su estreno, superando los 100 mil espectadores a la semana del estreno.

## Recepción

### Controversias
Los primeros días de agosto de 2018, Vladimiro Montesinos envia una carta notarial donde afirma que la película "afecta su buena imagen". De la misma manera, la presentadora Laura Bozzo se mostró en contra del estreno de la película y anunció medidas legales por el uso de su imagen y la frase "¡Que pase el desgraciado!".

### Premios
- Concurso Nacional de Proyectos de Distribución de Largometraje 2018 (Ministerio de Cultura).[11]